# Diesis
Een diesis (uit het Grieks: afscheiding) is een muziektheoretische term die oorspronkelijk afkomstig was uit de Griekse muziektheorie om bepaalde muzikale microtonale intervallen aan te duiden.

## Meest gebruikte betekenis
Doorgaans is de 'diesis' het verschil tussen drie rein (in de verhouding 5:4) gestemde grote tertsen en een rein (in de verhouding 1:2) octaaf. Deze verhouding is 128:125 of ongeveer 41,06 cents.
Immers: {\displaystyle {\tfrac {2}{1}}:({\tfrac {5}{4}})^{3}={\tfrac {128}{125}}}.

## Verband met enharmoniek
In het twaalftoons gelijkzwevende systeem zijn drie gestapelde grote tertsen hetzelfde als een octaaf. Zo komt men van c via c-e-gis-bis op bis, en bis is enharmonisch gelijk aan c. Drie natuurreine grote tertsen van 4:5 geven de afstand 125/64, wat iets kleiner is dan 2, dus kleiner dan een octaaf. In de reine stemming is de bis in het bovenstaande voorbeeld dus iets lager dan de C. De diesis beschrijft het verschil tussen deze twee, ofwel de diesis is een maat voor de afwijking van enharmonisch gelijke noten.

## Diesis in middentoonstemmingen
In de 1/4 komma middentoonstemming, blijft de diesis 128:125. In andere middentoonstemmingen is de afwijking van de drie gestapelde tertsen en het octaaf de verminderde secunde. Het is dus het interval dat overeenkomt met enharmonisch gelijke tonen in de gelijkzwevende stemming. Bijvoorbeeld het interval tussen een E en Fes is ook een diesis.

## Diesis en limma
Het woord 'diesis' is ook gebruikt om een groot aantal intervallen aan te duiden van verschillende afmeting, die ongeveer rond de 50 cents liggen. Philolaus gebruikte het om het interval te beschrijven dat tegenwoordig het limma heet: wanneer men een reine kwart (verhouding 4:3) vermindert met twee hele tonen (verhouding 9:8) neemt ontstaat een interval met de verhouding 256:243, ofwel ongeveer 90 cents. Andere theoretici hebben de term voor weer andere intervallen gebruikt.

## Grote en Kleine Diesis
Sommige teksten over akoestiek gebruiken de term 'Grote Diesis' voor het verschil tussen twee (5:4) grote tertsen naar beneden en acht reine (3:2) kwinten omhoog, hetgeen hetzelfde is als twee syntonische komma's ofwel ongeveer 43 cents. Ook gebruikte men de opeenstapeling van vier kleine tertsen tegenover het octaaf, ofwel (6/5)^4:2/1=648/625 wat ongeveer 62,6 cents is. Omdat dit komma dan groter was dan de verhouding 128:125 werd het 'Grote Diesis' genoemd, terwijl het 'reguliere' 128:125 komma de 'Kleine Diesis' heette. Echter is deze Grote Diesis puur theoretisch en wordt deze in de muziekpraktijk bijna nooit gebruikt. De Kleine Diesis (128:125) wordt echter veelvuldig gebruikt en is van grote betekenis in de westerse harmonieleer. Met ander woorden: de term 'diesis' wordt nogal eens op verschillende manieren gebruikt, hetgeen voor leken tot verwarring kan leiden over de gebruikte betekenis.